# 2011년 하계 유니버시아드
제26회 하계 유니버시아드(중국어: 2011年夏季世界大學生運動會)는 2011년 8월 12일부터 8월 23일까지 중국 광둥성 선전시에서 열린 종합 스포츠 대회이다.

## 개최지 선정
2011년 하계 유니버시아드 개최를 신청한 후보 도시는 러시아의 카잔, 중화민국의 가오슝, 폴란드의 포즈난, 중국의 선전이었다. 2007년 1월 16일, 2007년 동계 유니버시아드에 직전 열린 총회에서 FISU은 선전을 개최지로 선정해 발표했다.

## 대회 종목
| - 골프 - 농구 - 배구 - 배드민턴 - 사격 | - 사이클 - 수영 - 양궁 - 에어로빅 - 역도 | - 요트 - 유도 - 육상 - 체스 - 체조 | - 축구 - 탁구 - 태권도 - 테니스 - 펜싱 |

## 참가 국가
- 아프가니스탄
- 알바니아
- 알제리
- 앵귈라
- 아르헨티나
- 앙골라
- 아르메니아
- 아루바
- 오스트레일리아
- 오스트리아
- 아제르바이잔
- 방글라데시
- 바베이도스
- 벨라루스
- 벨기에
- 베냉
- 볼리비아
- 보스니아 헤르체고비나
- 보츠와나
- 브라질
- 불가리아
- 부르키나파소
- 부룬디
- 캄보디아
- 카메룬
- 캐나다
- 차드
- 칠레
- 중국
- 중화 타이베이
- 콜롬비아
- 코모로
- 콩고 공화국
- 쿡 제도
- 코스타리카
- 코트디부아르
- 크로아티아
- 쿠바
- 키프로스
- 체코
- 콩고 민주 공화국
- 덴마크
- 도미니카 공화국
- 에콰도르
- 이집트
- 엘살바도르
- 에스토니아
- 에티오피아
- 피지
- 핀란드
- 프랑스
- 가봉
- 조지아
- 독일
- 가나
- 영국
- 그리스
- 과테말라
- 기니
- 가이아나
- 아이티
- 온두라스
- 홍콩
- 헝가리
- 인도
- 인도네시아
- 이란
- 이라크
- 아일랜드
- 이스라엘
- 이탈리아
- 자메이카
- 일본
- 요르단
- 카자흐스탄
- 케냐
- 조선민주주의인민공화국
- 대한민국
- 쿠웨이트
- 키르기스스탄
- 라트비아
- 레바논
- 레소토
- 리히텐슈타인
- 리투아니아
- 룩셈부르크
- 마카오
- 북마케도니아
- 마다가스카르
- 말라위
- 말레이시아
- 말리
- 멕시코
- 미크로네시아 연방
- 몰도바
- 몽골
- 몬테네그로
- 모로코
- 모잠비크
- 나미비아
- 네팔
- 네덜란드
- 네덜란드령 안틸레스
- 뉴질랜드
- 니카라과
- 니제르
- 나이지리아
- 북마리아나 제도
- 노르웨이
- 오만
- 파키스탄
- 팔레스타인
- 파나마
- 파라과이
- 페루
- 필리핀
- 폴란드
- 푸에르토리코
- 루마니아
- 러시아
- 사모아
- 사우디아라비아
- 세네갈
- 세르비아
- 싱가포르
- 슬로바키아
- 슬로베니아
- 남아프리카 공화국
- 스페인
- 스리랑카
- 수단
- 수리남
- 스와질란드
- 스웨덴
- 시리아
- 타지키스탄
- 탄자니아
- 태국
- 토고
- 튀르키예
- 우간다
- 우크라이나
- 아랍에미리트
- 미국
- 우루과이
- 우즈베키스탄
- 베트남
- 미국령 버진아일랜드
- 잠비아
- 짐바브웨

## 메달 집계
| 순위 | 국가                   | 금메달 | 은메달 | 동메달 | 합계 |
| ---- | ---------------------- | ------ | ------ | ------ | ---- |
| 1    | 중국                   | 75     | 39     | 31     | 145  |
| 2    | 러시아                 | 42     | 45     | 45     | 132  |
| 3    | 대한민국               | 28     | 21     | 30     | 79   |
| 4    | 일본                   | 23     | 26     | 38     | 87   |
| 5    | 미국                   | 17     | 22     | 11     | 50   |
| 6    | 이탈리아               | 12     | 5      | 13     | 30   |
| 7    | 우크라이나             | 11     | 19     | 14     | 44   |
| 8    | 중화 타이베이          | 7      | 9      | 16     | 32   |
| 9    | 튀르키예               | 7      | 7      | 8      | 22   |
| 10   | 태국                   | 7      | 2      | 9      | 18   |
| 11   | 자메이카               | 6      | 2      | 1      | 9    |
| 12   | 폴란드                 | 5      | 7      | 8      | 20   |
| 13   | 리투아니아             | 5      | 5      | 3      | 13   |
| 14   | 오스트레일리아         | 5      | 3      | 8      | 16   |
| 15   | 뉴질랜드               | 5      | 3      | 4      | 12   |
| 16   | 헝가리                 | 5      | 2      | 4      | 11   |
| 17   | 프랑스                 | 4      | 12     | 17     | 33   |
| 18   | 루마니아               | 3      | 4      | 9      | 16   |
| 19   | 벨라루스               | 3      | 4      | 6      | 13   |
| 20   | 인도네시아             | 3      | 1      | 2      | 6    |
| 21   | 독일                   | 2      | 6      | 6      | 14   |
| 22   | 스페인                 | 2      | 5      | 5      | 12   |
| 23   | 브라질                 | 2      | 4      | 12     | 18   |
| 24   | 남아프리카 공화국      | 2      | 2      | 3      | 7    |
| 25   | 조선민주주의인민공화국 | 2      | 2      | 1      | 5    |
| 26   | 포르투갈               | 2      | 2      | 0      | 4    |
| 26   | 세르비아               | 2      | 2      | 0      | 4    |
| 28   | 체코                   | 2      | 1      | 4      | 6    |
| 29   | 영국                   | 2      | 1      | 2      | 5    |
| 30   | 인도                   | 2      | 0      | 1      | 3    |
| 31   | 네덜란드               | 2      | 0      | 0      | 2    |
| 32   | 멕시코                 | 1      | 4      | 12     | 17   |
| 33   | 이란                   | 1      | 4      | 3      | 8    |
| 34   | 스위스                 | 1      | 3      | 1      | 5    |
| 35   | 슬로바키아             | 1      | 2      | 0      | 3    |
| 36   | 모로코                 | 1      | 1      | 2      | 4    |
| 37   | 알제리                 | 1      | 1      | 1      | 3    |
| 37   | 에스토니아             | 1      | 1      | 1      | 3    |
| 39   | 이집트                 | 1      | 0      | 2      | 3    |
| 40   | 몰도바                 | 1      | 0      | 1      | 2    |
| 41   | 아르메니아             | 1      | 0      | 0      | 1    |
| 41   | 크로아티아             | 1      | 0      | 0      | 1    |
| 43   | 캐나다                 | 0      | 5      | 3      | 8    |
| 44   | 몽골                   | 0      | 4      | 0      | 4    |
| 45   | 카자흐스탄             | 0      | 3      | 3      | 6    |
| 46   | 아제르바이잔           | 0      | 2      | 0      | 2    |
| 47   | 베트남                 | 0      | 1      | 3      | 4    |
| 48   | 말레이시아             | 0      | 1      | 2      | 3    |
| 49   | 오스트리아             | 0      | 1      | 1      | 2    |
| 49   | 벨기에                 | 0      | 1      | 1      | 2    |
| 51   | 이스라엘               | 0      | 1      | 0      | 1    |
| 51   | 필리핀                 | 0      | 1      | 0      | 1    |
| 51   | 싱가포르               | 0      | 1      | 0      | 1    |
| 51   | 슬로베니아             | 0      | 1      | 0      | 1    |
| 51   | 우즈베키스탄           | 0      | 1      | 0      | 1    |
| 56   | 홍콩                   | 0      | 0      | 3      | 3    |
| 57   | 키프로스               | 0      | 0      | 2      | 2    |
| 58   | 쿠바                   | 0      | 0      | 1      | 1    |
| 58   | 에콰도르               | 0      | 0      | 1      | 1    |
| 58   | 조지아                 | 0      | 0      | 1      | 1    |
| 58   | 그리스                 | 0      | 0      | 1      | 1    |
| 58   | 케냐                   | 0      | 0      | 1      | 1    |
| 58   | 북마케도니아           | 0      | 0      | 1      | 1    |
| 58   | 모잠비크               | 0      | 0      | 1      | 1    |
| 58   | 스웨덴                 | 0      | 0      | 1      | 1    |
| 합계 | 합계                   | 306    | 302    | 360    | 968  |